# Sanjkanje na ZOI 2014.
Natjecanja u sanjkanju na Zimskim olimpijskim igrama 2014. u Sočiju održavala su se od 8. do 13. veljače u Sankaškom centaru Sanki.

## Medalje
|                          | zlato                                                               | srebro                                                                        | bronca                                                        |
| Muškarci pojedinačno     | Felix Loch Njemačka                                                 | Albert Demčenko Rusija                                                        | Armin Zöggeler Italija                                        |
| Žene pojedinačno         | Natalie Geisenberger Njemačka                                       | Tatjana Hüfner Njemačka                                                       | Erin Hamlin SAD                                               |
| Muškarci dvosjed         | Tobias Arlt Tobias Wendl Njemačka                                   | Andreas Linger Wolfgang Linger Austrija                                       | Andris Šics Juris Šics Latvija                                |
| Ekipno mješovita štafeta | Natalie Geisenberger Felix Loch Tobias Arlt / Tobias Wendl Njemačka | Tatiana Ivanova Albert Demčenko Alexander Denisyev / Vladislav Antonov Rusija | Elīza Tīruma Mārtiņš Rubenis Andris Šics / Juris Šics Latvija |

## Vanjske poveznice
- Rezultati natjecanja  Arhivirana inačica izvorne stranice od 25. veljače 2014. (Wayback Machine)